# WebRTC
WebRTC，名稱源自網頁即時通訊（英語：Web Real-Time Communication）的縮寫，是一个支援網頁浏览器进行实时语音对话或视频对话的API。它于2011年6月1日开源并在Google、Mozilla、Opera支持下被納入万维网联盟的W3C推荐标准。

## 瀏覽器支持

### 当前支持情况
WebRTC在以下浏览器版本中开始支持。
- 桌上PC端
  - Microsoft Edge
  - Google Chrome 23
  - Mozilla Firefox 22[5]
  - Opera 18[6]
  - Safari 11[7]（仍处于开发者预览阶段）
- Android端
  - Google Chrome 28（从版本29开始默认开启）
  - Mozilla Firefox 24[8]
  - Opera Mobile 12
- Google Chrome OS
- Firefox OS
- iOS 11
- Blackberry 10 内置瀏覽器
  - Bowser[9]

### 支持历史细节
- Google Chrome：2012年1月，將WebRTC整合進Dev Channel，同年6月又完成Stable Channel的20版的整合（2012年7月，PeerConnection與MediaStream仍必須透過chrome://flags來開啟）[10]。
- Mozilla Firefox：2012年初Mozilla整合WebRTC入Firefox Alpha，此一版本的Audio Mixing已完成於Media Stream[11]。
  - 2012年4月，Mozilla展示Firefox中WebRTC的視訊對話[12]。
  - 2013年6月，發佈22.0版本正式整合及支援WebRTC[13]。
  - 2013年9月，發佈24.0版本，並宣佈Firefox for Android（行動版）正式整合及支援WebRTC[14]。
- Opera：2012年1月，Opera初步整合WebRTC。
- Internet Explorer：Microsoft開始開放API[15]。
- Ericsson：2012年11月，Ericsson Labs做出了全世界第一個可以支援WebRTC的手機浏览器[16]。
- SeaMonkey：2013年1月發佈的15.0版本初步整合WebRTC。

## 歷史
2010年5月，Google以6820万美元收购VoIP软件开发商Global IP Solutions的GIPS引擎，並改為名为“WebRTC”。WebRTC使用GIPS引擎，实现了基于网页的视频会议，並支持722，PCM，ILBC，ISAC等编码，同時使用谷歌自家的VP8影片解碼器；同時支持RTP/SRTP传输等。
2012年1月，谷歌已經把這款軟體整合到Chrome瀏覽器中。同時FreeSWITCH專案宣稱支援iSAC audio codec。

## 组成
- 影像引擎（VideoEngine）
- 音效引擎（VoiceEngine）
- 會議管理（Session Management）
- iSAC：音效壓縮
- VP8：Google自家的WebM项目的影片编解码器
- APIs（Native C++ API, Web API）

## 重要API
WebRTC原生APIs文件是基于WebRTC規格書撰寫而成，這些API可分成Network Stream API、 RTCPeerConnection、Peer-to-peer Data API三类。

### Network Stream API
- MediaStream：MediaStream用来表示一个媒体数据流。
- MediaStreamTrack在浏览器中表示一个媒体源。

### RTCPeerConnection
- RTCPeerConnection：一个RTCPeerConnection对象允许用户在两个浏览器之间直接通讯。
- RTCIceCandidate：表示一个ICE协议的候选者。
- RTCIceServer：表示一个ICE Server。

### Peer-to-peer Data API
- DataChannel：数据通道（DataChannel）接口表示一个在两个节点之间的双向的数据通道。

## 安全性
漏洞
2015年，TorrentFreak报告了一个WebRTC的安全漏洞，该漏洞会致使安装有WebRTC的使用者泄露真实IP，即使用户已经使用虚拟私人网路。
解决方案
Mozilla Firefox：在地址栏输入“about:config”，搜索“media.peerconnection.enabled”并双击将值改为“false”，WebRTC将被关闭。
Google Chrome：在谷歌应用商店安装谷歌官方扩展“WebRTC Network Limiter”。
其它方案
uBlock Origin：安装uBlock Origin并在设置中启用“避免WebRTC 泄露本地IP地址”可以避免本地IP泄露。但需注意的是，该方案不适用于Firefox 41（或更低）、uBlock Origin 1.3.3（或更低）版本用户，且该设置选项在本程序的1.38版本中被移除
隐私獾：安装隐私獾并在设置中启用“避免 WebRTC 泄露本地 IP 地址 ”可以获得额外防护，但该选项在其2022年9月27日更新的新版本中移除。

## 外部連結
- Is WebRTC ready yet? （页面存档备份，存于） - 各家網頁瀏覽器對WebRTC支援程度
- IP/DNS检测 （页面存档备份，存于） - 检测您是否能够防御WebRTC泄露与DNS泄露并提供帮助